# Mateo Jurić-Petrašilo
Mateo Jurić-Petrašilo (Spalato, 30 novembre 2004) è un calciatore croato, difensore dello Spartak Varna.

## Carriera

### Club

#### Gli inizi
Cresciuto nel settore giovanile dell'Hajduk Spalato, nel giugno 2022 conquista il campionato di categoria con la formazione U-19.
Inoltre, con l'accademia dei Majstori s mora prende parte, nella stagione 2022-2023, alla cavalcata che porta la squadra fino alla finale di UEFA Youth League.
Nella stagione successiva, ottiene una doppia registrazione che gli consente di disputare partite anche con il Solin, squadra militante nel campionato cadetto croato. Debutta con il Solin il 12 agosto 2023, partendo dal primo minuto nel match di campionato pareggiato 0-0 contro il BSK Bijelo Brdo. Il 25 maggio 2024 debutta anche con l'Hajduk Spalato, partendo da titolare nella trasferta di campionato vinta ai danni della Lokomotiva Zagabria (2-5).

#### Spartak Varna
Il 19 luglio 2024, dopo aver disputato una sola partita ufficiale con l'Hajduk, si trasferisce tra le fila dello Spartak Varna. Tre giorni dopo debutta con la nuova maglia, subentrando a Viktor Mitev nel match di campionato vinto contro l'Hebăr Pazardžik (0-2). Il 29 ottobre seguente esordisce anche in Coppa di Bulgaria, partendo da titolare nel match vinto contro il Sayana Haskovo (0-4).

## Palmarès

### Club

#### Competizioni giovanili
- Juniorsko prvenstvo Hrvatske u nogometu: 1

Hajduk Spalato: 2021-2022